# شركس مصر
شراكس مصر هم المصريون الذين ينحدرون من أصول شركسية، وأصولهم مجموعة عرقية أوروبية كانت تسكن شمال غرب القوقاز. يتجذر الشراكس بعمق في المجتمع المصري وفي تاريخ هذا البلد. كان الشركس جزءا من الطبقة الحاكمة في مصر، بعد أن خدموا كمماليك في الجيش، وكانت لهم أدوار وأعمال في السياسية والمواقف الاجتماعية امتدت لعدة قرون. يرجع وجود الشركس في مصر إلى عام 1382م عندما بُويع المملوك الظاهر برقوق الذي  وُلد في القوقاز سلطاناً على مصر في 19 رمضان 784 هـ (16 نوفمبر 1382 م) ولُقّب بالملك الظاهر سيف الدين برقوق فكان بذلك مؤسس دولة السلطنة الشركسية في مصر (البُرجييّن أو المماليك البرجية) والتي استمرت حتى عام 1517م.
حكم مصر 21 سلطاناً شركسياً من المماليك البرجية مدة 135 عاماً، ما بين أعوام 1382م وحتى عام 1517م حين فتحها السلطان سليم الأول الذي أصبح أول خليفة عثماني، وانضوت مصر تحت الدولة العثمانية.